# Killing on Adrenaline
Killing on Adrenaline es el segundo álbum de estudio de la banda de death metal técnico Dying Fetus. En 1998 firmaron con Morbid Records para publicar tan solo un álbum, siendo este el único que lanzaron bajo el sello. Fue publicado nuevamente en 2011 por Relapse Records, incluyendo bonus tracks.

## Lista de canciones
| N.º | Título                               | Duración |  |
| 1.  | «Killing on Adrenaline»              | 5:40     |  |
| 2.  | «Procreated the Malformed»           | 7:06     |  |
| 3.  | «Fornication Terrorist»              | 5:28     |  |
| 4.  | «We Are Your Enemy»                  | 3:45     |  |
| 5.  | «Kill Your Mother/Rape Your Dog»     | 1:16     |  |
| 6.  | «Absolute Defiance»                  |          |  |
| 7.  | «Judgement Day (cover de Integrity)» | 1:50     |  |
| 8.  | «Intentional Manslaughter»           | 5:30     |  |

## Personal
John Gallagher - guitarra/voz
Jason Netherton - bajo/voz
Brian Latta - guitarra
Kevin Talley - batería